# Európai Néppárt
Az Európai Néppárt (angolul European People's Party, a továbbiakban EPP) európai szintű jobbközép politikai párt. Kereszténydemokrata pártok alapították 1976-ban, később konzervatív pártok és más jobbközép irányultságú pártok is csatlakoztak hozzá. Az EPP a legnagyobb európai párt, az Európai Unió (EU) minden szervezetében képviselteti magát, és ugyanígy a legnagyobb párt az Európa Tanácsban is. 39 országból összesen 74 tagpártja van, ebből 11 EU-s, 5 nem EU-s ország állam és kormányfői, 13 európai biztos (a Bizottság elnökét is beleértve), 182 képviselővel az Európai Néppárt a legnagyobb pártszövetség az Európai Parlamentben.

## Története
Az Európai Néppárt saját felfogása szerint „azoknak a jobbközép politikai szervezeteknek a családja, melyek gyökerei mélyen visszanyúlnak az európai kontinens történelmébe és civilizációjába, ugyanakkor már a kezdetekben úttörő szerepet játszottak az európai projektekben”.
Az EPP-t 1976. július 8-án alapította Luxemburgban Jean Seitlinger, a későbbi belga miniszterelnök, Leo Tindemans, aki egyben a párt első elnöke is lett, valamint Wilfred Martens, a szintén későbbi belga miniszterelnök és a párt későbbi elnöke. 
Több jobbközép politikai szervezet rendelkezett hasonló elképzelésekkel, amelyek mind az EPP elődjeinek tekinthetők. Például a Nouvelles Equipes Internationales (Új Nemzetközi Csapatok, 1946–1948), amelyet az európai kereszténydemokraták alapítottak, 1965-ben, bár vitatott, hogy a Secretariat International des partis démocratiques d'inspiration chrétienne vált ki, amelyet 1925-ben alapítottak.
A kilencvenes évek második felében a finn Sauli Niinistö, az Európai Demokrata Unió (EDU) elnöke volt, szervezetének az EPP-be történő beolvasztásáról kezdett tárgyalni. 2002 októberében az EDU végleg beszüntette működését, és hivatalosan is beolvadt az EPP szervezetébe a portugáliai Estorilban szervezett különleges rendezvény keretében. Teljesítménye elismeréséül Niinistöt a beolvadás évében az EPP tiszteletbeli elnökévé is megválasztották.

## Elnökei
| # | Kép | Pártelnök                    | Hivatali idő | Párt | Tagállam      |
| - | --- | ---------------------------- | ------------ | ---- | ------------- |
| 1 |     | Leo Tindemans (1922-2014)    | 1976–1985    | CD&V | Belgium       |
| 2 |     | Piet Bukman (1934-2022)      | 1985–1987    | CDA  | Hollandia     |
| 3 |     | Jacques Santer (1937–)       | 1987–1990    | CSV  | Luxemburg     |
| 4 |     | Wilfried Martens (1936-2013) | 1990–2013    | CD&V | Belgium       |
| 5 |     | Joseph Daul (1947–)          | 2013–2019    | LR   | Franciaország |
| 6 |     | Donald Tusk (1957–)          | 2019–2022    | PP   | Lengyelország |
| 7 |     | Manfred Weber (1972–)        | 2022–        | CSU  | Németország   |

## Programja

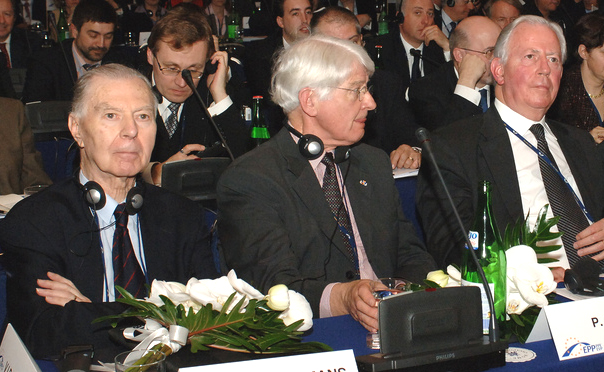
Balról jobbra: Tindemans, Bukman és Santer – korábbi EPP elnökök

A 2009-es európai parlamenti választási kampány során az EPP 2009 áprilisában tartott varsói kongresszusán bemutatta a „Választási kiáltványát”. Ebben a következőkre helyezte a hangsúlyt:
- Új munkahelyek teremtése. A reformok folytatása valamint további befektetések az oktatásba. Az élethosszig tartó tanulás és foglalkoztatás támogatása, annak érdekében, hogy mindenkinek egyforma lehetőségeket tudjunk teremteni.
- A protekcionizmust el kell kerülni. A fiskális és monetáris politikákat össze kell hangolni;
- Az átláthatóság és ellenőrzés növelése a pénzügyi piacokon;
- Európát vezetővé kell tenni a zöld technológiák használatában;
- Növelni a megújuló energiaforrások használatát, 2020-ra 20%-ra;
- Családbarát rugalmasságot kell nyújtani a dolgozó szülőknek. Jobb gyerekgondozást és lakhatóságot kell biztosítani családbarát fiskális politikák életbe léptetése révén, és ösztönözni kell a szülés utáni szabadságra való hajlandóságot;
- Európának meg kellene találni azt a stratégiát, mellyel új munkaerőt tud vonzani a világ többi részéről, hogy versenyképesebbé, dinamikusabbá válhasson, és nagyobb tudásbázissal rendelkezhessen.

## Struktúra

### Szervezet

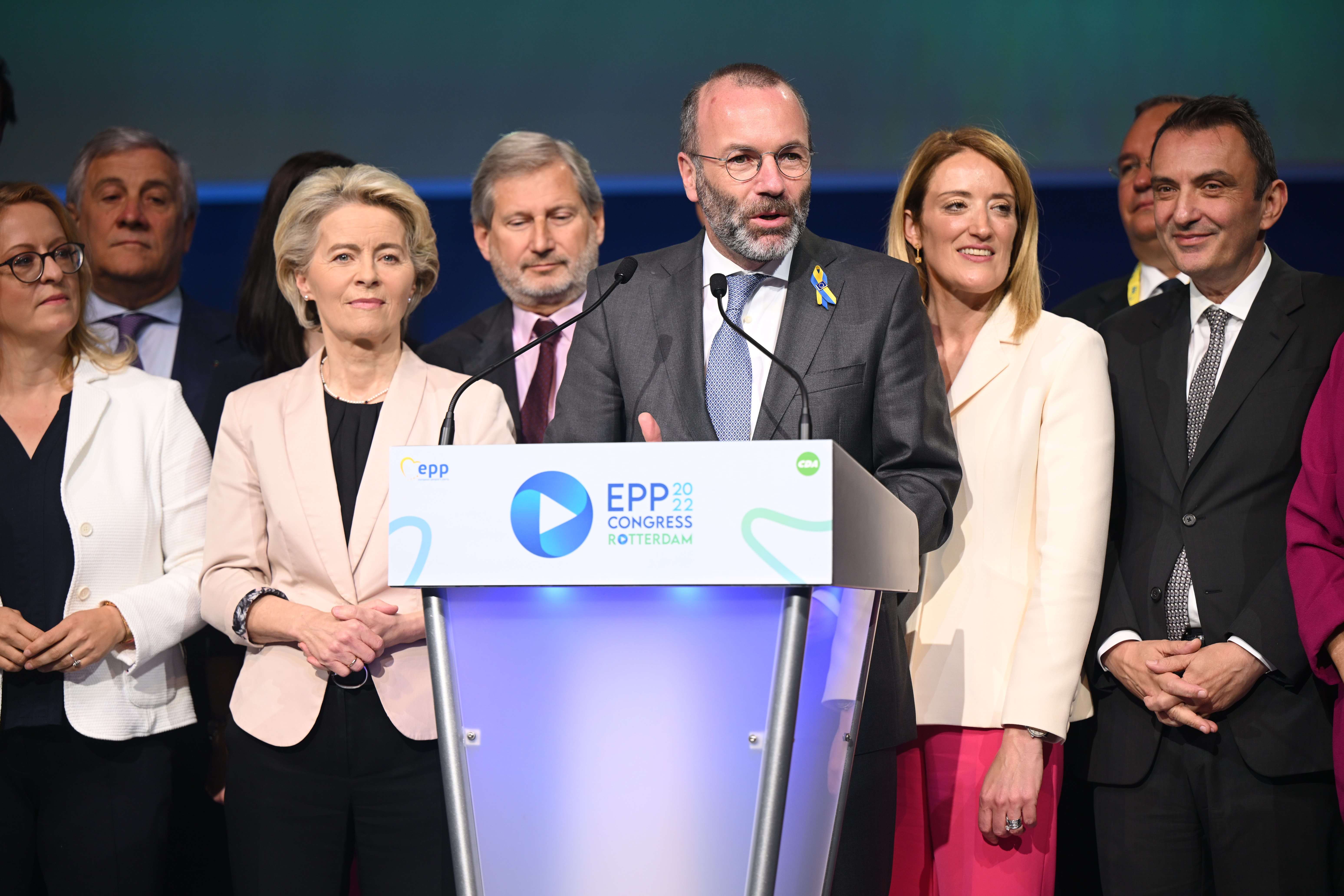
Manfred Weber elnök a 2022. évi rotterdami EPP-kongresszuson

#### Elnökség
Az Elnökség a párt végrehajtó testülete. Dönt a párt általános politikai irányzatáról és elnököl a Politikai Közgyűlésen. Az elnökség tagjai a következők: az elnök, 10 alelnök, a főtitkár és a kincstárnok. Emellett a Európai Néppárt EP képviselőcsoportjának elnöke, a Bizottság elnöke, a Parlament elnöke, a Tanács és a magasabb képviselők (mindaddig míg tagjai egy tagpártnak) mind ex officio (hivatalbóli) alelnökök.
- Manfred Weber – elnök (EP, az EPP képviselőcsoport elnöke)
- Dolors Montserrat – főtitkár (EP)
- Magnus Brunner – alelnök (EU biztos)
- Dubravka Šuica – alelnök (EU biztos)
- Petteri Orpo – alelnök
- David McAllister – alelnök (EP)
- Kosztísz Hadzidákisz – alelnök
- Mairead McGuinness – alelnök
- Antonio Tajani – alelnök
- Andrzej Halicki – alelnök (EP)
- Paulo Rangel – alelnök
- Siegfried Mureşan – alelnök (EP)
- François-Xavier Bellamy – pénztáros (EP)
- Ursula von der Leyen – hivatalból alelnök (az Európai Bizottság elnöke)
- Roberta Metsola – hivatalból alelnök (az Európai Parlament elnöke)
- Sari Rautio – hivatalból alelnök[1]

#### Politikai közgyűlés
A politikai közgyűlés határozza meg a párt politikai helyzetét a kongresszusok közötti időszakban, határoz a tagságokkal kapcsolatos kérdésekben, dönt a politikai irányvonalakról és a párt költségvetéséről. A delegált EPP tagokból valamint a társult tagpártokból, szervezetekből és csoportokból áll. A közgyűlést évente legalább 3 alkalommal hívják össze.

#### Kongresszus
A Kongresszus a legmagasabb törvényhozó testülete a pártnak. Az Európai Néppárt tagjaiból delegált személyekből, a társult pártok tagjaiból valamint tagszövetségekből, és tagcsoportokból áll. Szabályzata alapján minden három évben össze kell hívni, de ezen felül az ötévente megrendezett Európai Parlament választások évében is összehívásra kerül. Továbbá a párt rendkívüli esetekben összehívott kongresszusokat is szokott tartani, ami általában három évnél gyakoribb találkozókat eredményez.
A három évente megrendezett kongresszusokon választják meg az EPP soron következő elnökségét, határoznak a fontosabb politikai dokumentumokról, választási programokról, ugyanakkor platformot biztosít az EPP kormányfőinek és pártvezetőinek.

### Tevékenység
Az Európai Néppárt horizontálisan aktív minden fontosabb EU-s intézményben.

#### Csúcstalálkozó (Summit)
Rendszerint néhány órával az európai tanácsi csúcstalálkozók előtt az EPP vezetői találkozót tartanak, hogy közös álláspontot alakítsanak ki az Európai Tanács által megvitatott témakörökben.
A meghívást az EPP elnöke intézi és a résztvevők közé tartoznak a párt mindenkori elnöksége mellett: azon állam és kormányfők, akik tagjai az Európai Tanácsnak, illetve az EPP-nek is; az Európai Parlament elnöke, az Európai Bizottság elnöke, az Unió Külügyi- és biztonságpolitikai főképviselője – amennyiben ezen személyek tagjai az EPP-nek is; miniszterelnök helyettesek, vagy egyéb miniszterek, azon esetekben, ha a vonatkozó állam miniszterelnöke vagy államfője nem tagja az Európai Néppártnak (pl. koalícióban kormányzó pártok esetén); illetve abban az esetben, amennyiben egy EPP tagpárt sem tagja az adott ország kormányzatának, az ellenzék vezető EPP-s tagpártja kerül meghívásra.

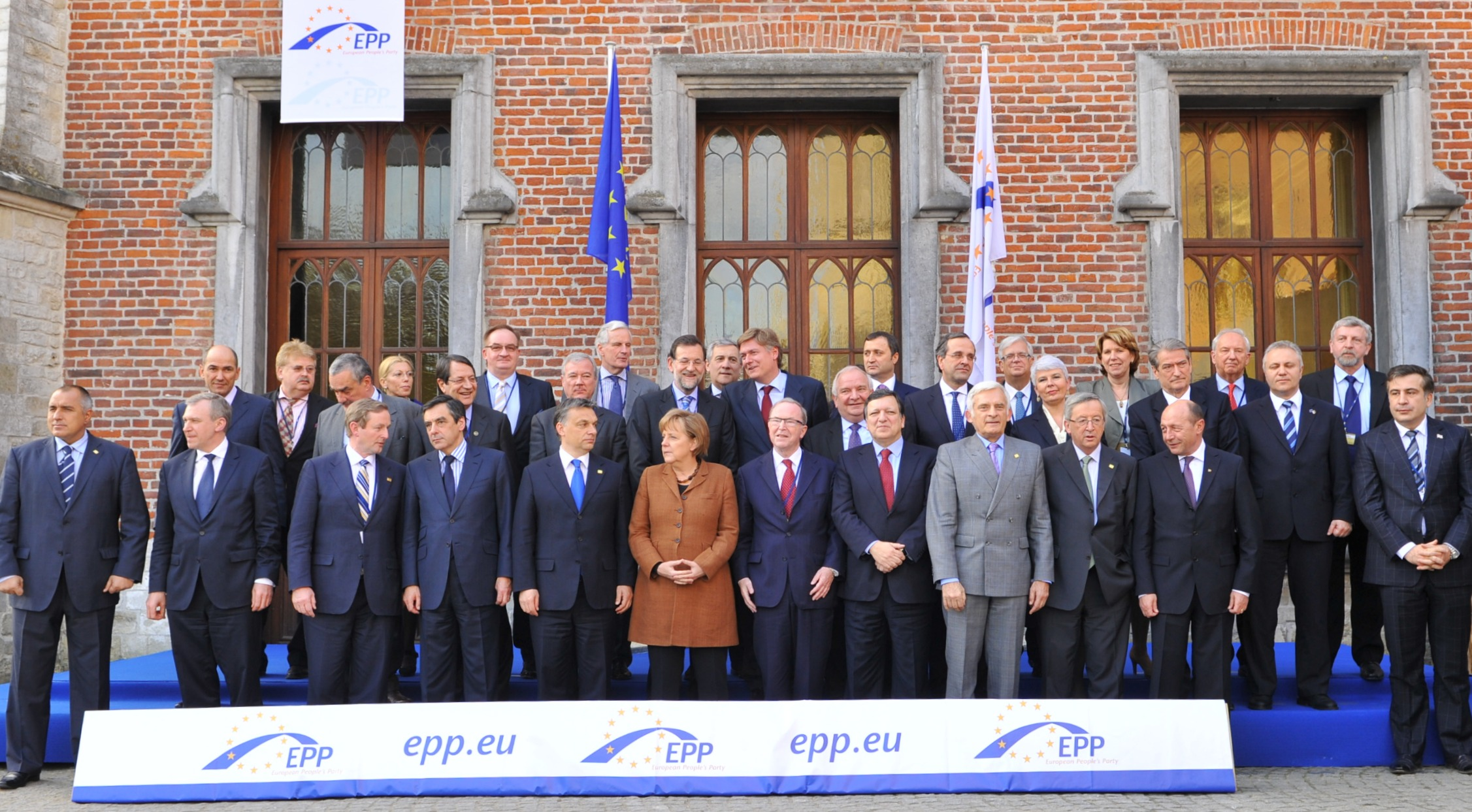
A 2011-es csúcstalálkozón készült fotó

#### Miniszteri találkozók
Az EPP csúcstalálkozók mintáját alapul véve a párt rendszeresen szervez EPP miniszteri találkozókat az Európai Unió Tanácsának csúcstalálkozóját megelőzően. Erre az EPP miniszteri találkozóra rendszerint az EPP központi irodájában kerül sor, a meghívott résztvevők pedig rendszerint: miniszterek, miniszter-helyettesek, államtitkárok és Európai Parlamenti Képviselők a tárgyalt témakör függvényében.
Az EPP jelenleg évente összesen 12 miniszteri találkozót szervez az alábbi témakörökben:
- általános ügyek
- külügyek
- gazdasági és pénzügyek
- belügyek
- igazságügy
- védelmi ügyek
- foglalkoztatási és szociális ügyek
- iparügyek
- mezőgazdasági ügyek
- energiaügyek
- környezetvédelmi ügyek

#### Egyéb tevékenységek
Az EPP ad hoc találkozókat is szervez az Európai Bizottság EPP-s tagjaival, valamint Európai Bizottsági biztosokat is rendszeresen meghív a Csúcstalálkozók előtti összejövetelekre és a miniszteri találkozókra.
Az EU 2007-ben az európai pártokra () vonatkozó módosítását követően az EPP a többi párthoz hasonlóan felelős a pán-európai, EP-választások kampányainak szervezéséért. A Lisszaboni Szerződés értelmében az Európai Néppárt köteles, az európai parlamenti választások velejárójaként, jelöltet állítania az Európai Bizottság elnöki címére. Az EPP már a Lisszaboni Szerződést megelőzően is megtette ezt, amikor José Manuel Barrosót jelölte második bizottsági ciklusára.

## Az Európai Néppárt részvétele uniós intézményekben

### Európai Tanács
Az Európai Néppárt tagjai az EU állam- illetve kormányfőit tömörítő, 27 tagú Európai Tanácsban:
- Christian Stocker (Ausztria, ÖVP)
- Rosen Zhelyazkov (Bulgária, GERB)
- Andrej Plenković (Horvátország, HDZ)
- Friedrich Merz (Németország, CDU)
- Petteri Orpo (Finnország, KOK)
- Kiriákosz Micotákisz (Görögország, ND)
- Evika Siliņa (Lettország, Egység)
- Luc Frieden (Luxemburg, CSV)
- Donald Tusk (Lengyelország, KO)
- Luís Montenegró (Portugália, PSD)
- Ulf Kristersson (Svédország, M)

### Európai Bizottság
Az Európai Néppárt tagjai a 27 tagú Európai Bizottságban:
- Ursula von der Leyen
- Henna Virkkunen
- Valdis Dombrovskis
- Apósztolosz Dzidzikósztasz
- Magnus Brunner
- Ekaterina Zaharieva
- Christophe Hansen
- Wopke Hoekstra
- Piotr Serafin
- Jessika Roswall
- Maria Luís Albuquerque
- Dubravka Šuica
- Andrius Kubilius

### Európai Parlament
Az Európai Parlamentben az Európai Néppárt a legnagyobb frakció – EPP Csoport – 182 képviselővel. A frakció jelenlegi elnöke a német Manfred Weber.
Minden Európai Parlamenti választást követően az EPP tagpártok listáin bejutott képviselők kötelesek csatlakozni az Európai Parlament Európai Néppárti frakciójához.
Az EPP frakció jelenleg három helyet birtokol az Európai Parlament tizennégy alelnöki helyéből.

## Az EU-n túl

### EPP az Európai Unión kívüli országokban
A társult egyesületek és megfigyelő pártok révén, az EPP-hoz tartoznak olyan állam és kormányfők, akik részt vehetnek az EPP csúcstalálkozókon és üléseken. Ők a következők:
- Borjana Krišto (Bosznia-Hercegovina)
- Maia Sandu (Moldova)
- Gordana Sziljanovszka-Davkova (Észak-Macedónia)
- Hrisztijan Mickoszki (Észak-Macedónia)
- Aleksandar Vučić (Szerbia)

### EPP az Európa Tanácsban
Az EPP Csoport az Európa Tanács parlamenti közgyűlésén védi a szabad véleménynyilvánítás és tájékozódás, valamint a szabad mozgás, a gondolat- és vallásszabadság elveit. Elősegíti a szubszidiaritás elvének és a helyi autonómiának az érvényesülését, valamint védi a nemzeti, szociális és más kisebbségeket.

### EPP az EBESZ-ben
Az “EPP és a hasonló gondolkodású csoportok” részt vesznek az EBESZ parlamenti közgyűlésén, mint a legnagyobb politikai csoport. Az EPP képviselői részt vesznek az EBESZ választási megfigyelési missziójában és elkötelezetten támogatják a demokratikus értékek gyakorlását.

### EPP a NATO-ban
Az EPP alapszabályának megfelelően jelen van a NATO Parlamenti Közgyűlésén (NATO PK) is, megalkotva az „EPP és hasonló gondolkodásúak” csoportját.

### EPP és az Amerikai Egyesült Államok

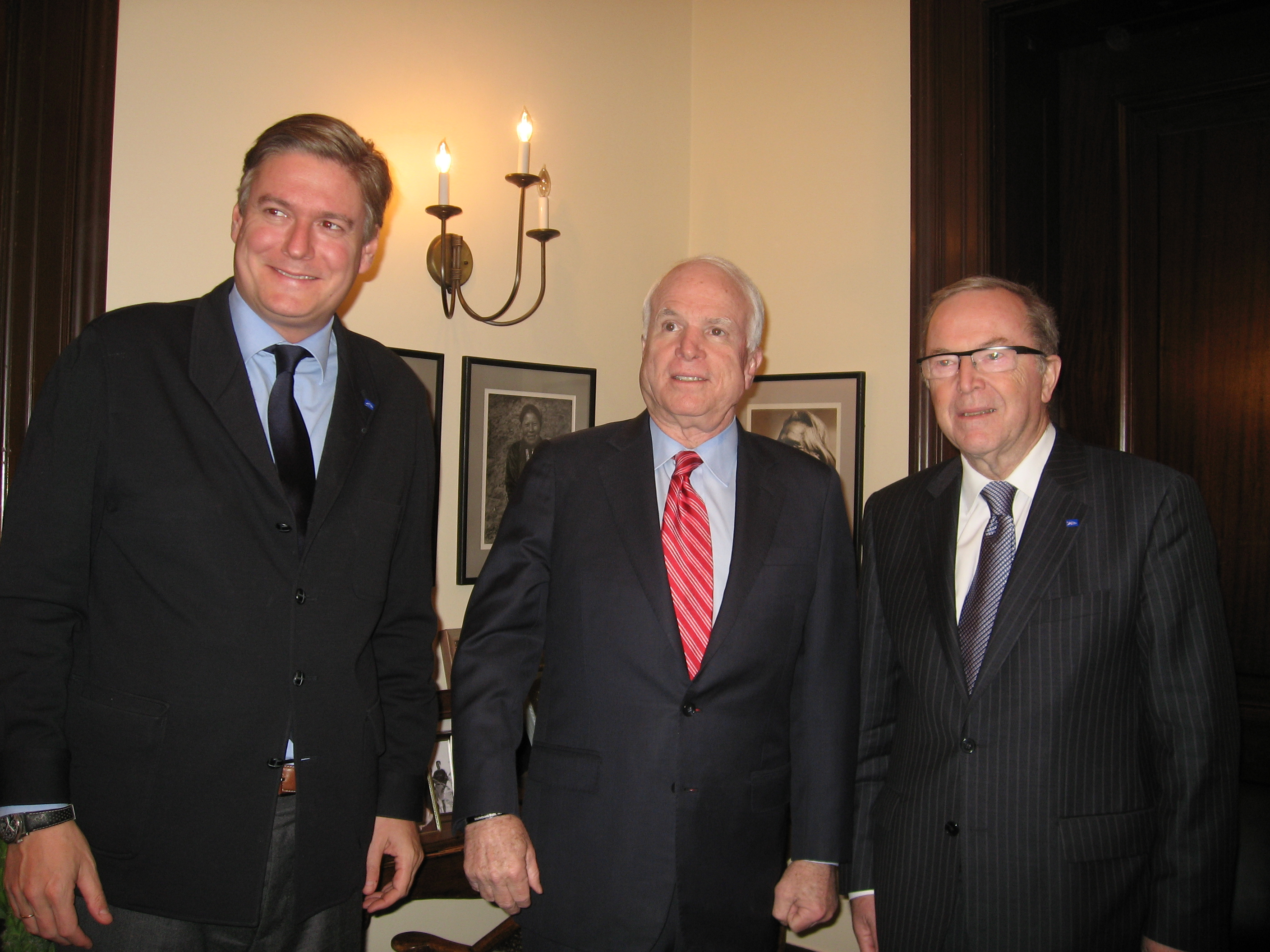
Balról: Antonio Lopez-Isturiz, John McCain és Wilfred Martens

Az EPP szoros kapcsolatban áll a Nemzetközi Republikánus Intézettel (IRI), mely szervezetet az Amerikai Egyesült Államok alapította, hogy támogassa a demokráciát és a demokratizálódást. Az EPP és az IRI az „Európai Partnerségi Kezdeményezés” alapján dolgoznak együtt.
EPP elnöke, Wilfried Martens támogatta John McCain szenátort, a republikánus elnökjelöltet, a 2008-as USA-választások alkalmából. 2011-ben Martens és McCain néhány közös sajtónyilatkozatban kifejezték aggodalmukat az ukrajnai demokráciával, valamint a Julia Timosenko elleni politikai indíttatású perrel kapcsolatosan.

### Globális hálózatok
Az EPP képviseli az európai szárnyát két jobbközép multilaterális szervezetnek: a Nemzetközi Demokrata Uniónak (International Democrat Union-IDU) és a Nemzetközi Kereszténydemokratáknak (Christian Democrat International-CDI).

## Európai Tanulmányok Központja
2008-ban az európai Politikai pártoknak engedélyezték, hogy alapítványokat hozzanak létre. Az EPP még abban az évben megalapította hivatalos think-tank alapítványát, az Európai Tanulmányok Központját (Centre for European Studies-CES).
A CES magába foglalja az összes jelentősebb nemzetközi agytrösztöt és alapítványokat, melyek az EPP tagjai is: Konrad Adenauer Alapítvány (CDU), Hanns Seidel Alapítvány (CSU), Elemzések és a társadalmi tanulmányok Alapítványa (PP), Konsztantinosz Karamanlisz Demokrácia Intézet (ND), Jarl Hjalmarson Alapítvány (MOD), az Osztrák Néppárt Politikai Akadémiája (ÖVP) és még mások. A 2009-es választási kampányok alatt a CES elindított egy web alapú kampányt „tellbarrroso.eu” név alatt, hogy támogassa José Manuel Barroso elnökségi újraválasztását, EPP jelöltet, az Európai Bizottság élére.
A budapesti székhelyű Robert Schuman Intézet és a luxembourgi székhelyű Robert Schuman Alapítvány is csatlakoztak.

## EPP egyesületek
Az EPP nevéhez köthető sok speciális szervezet, melyek saját szemináriumokat tartanak, fórumokat vezetnek, publikációkat adnak ki és más tevékenységeik is vannak. Ezek az egyesületek a következők:

### Európai Demokrata Diákok
- European Democrat Students-EDS

Az EDS hivatalos hallgatói szervezete az Európai Néppártnak. 1961-es alapítása óta az EDS fórumot biztosít a tanulóknak valamint a fiatal politikai vezetőknek szerte Európából, azzal a céllal, hogy támogassák a pro-európai eszmecserét.
Diákszervezetként vizsgálja az olyan speciális témákat, mint a Bolognai folyamat. Nagy hangsúlyt fektet olyan értékek előmozdítására, mint a szabadság, demokrácia és az emberi jogok. 40 tagszervezete van, amik közel 500 000 hallgatót képviselnek. Képviselteti magát 31 országban, beleértve egyes nem tagállamokat is, mint Fehéroroszország és Grúzia.
Az EDS nem egy centralizált szervezet, ez a "szervezetek szervezete", egy hálózati struktúra, melynek célja, hogy a fiatalok hangját megszólaltassa és erőt adjon nekik. Minden évben otthont ad a téli – nyári egyetemeknek és több szemináriumnak is. Kiad egy kétévente megjelenő magazint is ("Bullseye") valamint kampányokat szervez a fiatalok érdekeit képviselve.

### Európai Szenior Állampolgárok Uniója
- European Senior Citizen's Union – ESCU

1995-ben alapították, jelenleg Bernhard Worms vezeti. Az ESCU a legnagyobb szenior politika szervezet Európában.
Jelen van 26 országban 45 szervezet és több mint 500 000 állampolgár a tagja, akik elkötelezetten kiállnak az idősek jogai mellett. Az ESCU célja, hogy előmozdítsa az idősek szerepét az európai társadalomban, küzd az öregek megkülönböztetése ellen, felszólal az európai nyugdíjrendszerekkel kapcsolatosan, a nyugdíjasok védelme érdekében, támogatja az önkéntességet valamit a generációk közötti kapcsolatokat, kommunikációt.

### Kereszténydemokrata Munkások Európai Uniója
- European Union of Christian Democratic Workers (EUCDW)

Az EUCDW az Európai Néppárt munkavállalóinak szervezete, 24 tagszervezete van 18 különböző országból. Elnöke Elmar Brok MEP, céljai pedig a következők: felszólal a demokratikus európai politikai egyesítéséért, képviseli és védelmezi a munkavállalók érdekeit keresztény-szociális elvek alapján, elősegíti az együttműködést a munkavállalók és képviselőik között, annak érdekében, hogy lépésről lépésre megvalósíthassák az Európai Szociális Modellt. Az elmúlt években az EUCDW sok erőfeszítést tett, azért hogy befolyásolja a foglalkoztatási politikát és megvédje az osztatlan Európában a társadalmi igazságosságot.

### Kis- és középvállalkozók Uniója
- Small and Medium Entrepreneurs Union (SME Union)

Az SME az Európai Néppárt gazdasági kérdésekkel foglalkozó kereszténydemokrata, konzervatív és liberális politikusainak szervezete. Célja, hogy támogassa az EU politikájának SME-barát jellegét, szoros együttműködésben az SME képviselőkkel az EPP csoportban az Európai Parlamentben. A kis- és középvállalatok tevékenységét a fenntartható munkahelyek, a növekedés és a jólét fő hajtóerejének tartják.

### Nők az Európai Néppártban
- Women of the European People’s Party (EPP Women)

Az EPP női egyesületének több mint 40 tagszervezete van az Európai Unióból és azon túlról is. Elkötelezettek a nők politikában való részvétele mellett Európa-szerte, kampányolnak minden nőkkel kapcsolatos társadalmi kérdésben.

### Az Európai Néppárt Fiataljai
- Youth of the European People’s Party (YEPP)

A YEPP vezetője Dömötör Csaba. A YEPP az EPP hivatalos ifjúsági szervezete, önálló szabályzattal, politikai programmal valamint választott képviselőkkel. A YEPP tagjai a nemzeti tagpártok középjobb, kereszténydemokrata ifjúsági szervezetei. 51 tagszervezete van, 1-2 millió fiatallal 38 országból Európa-szerte. Ezzel a YEPP a legnagyobb ifjúsági politikai szervezet Európában.

## Tagság
Az Európai Néppárton belül 3 típusú tagság létezik: teljes tagság, társult tagság valamint megfigyelő pártok. Teljes tagsággal rendelkeznek az EU-tagállamok pártjai.

### Teljes jogú tagok
Ausztria
- Osztrák Néppárt (ÖVP)

 Belgium
- Flandria – Kereszténydemokrata és Flamand (Christian Democratic and Flemish – CD&V)
- Vallónia – Humanista Demokratikus Közép (Humanist Democratic Centre – cdH)

 Bulgária
- Demokraták az Erős Bulgáriáért (Democrats for a Strong Bulgaria)
- Demokratikus Erők Szövetsége (Union of the Democratic Forces)
- GERB Polgárok Bulgária Európai Fejlesztéséért (Citizens for European Development of Bulgaria)
- Demokratikus Párt (Democratic Party – DP)

 Ciprus
- Demokrata Tömörülés (Democratic Rally – DISY)

 Csehország
- TOP 09
- Keresztény Demokratikus Unió – Csehszlovák Néppárt (Christian and Democratic Union – Czechoslovak People's Party KDU-CS)

 Dánia
- Konzervatív Néppárt (Conservative People's Party – KF)
- Kereszténydemokraták (Christian Democrats)

 Észtország
- Pro Patria és Res Publika Unió (Union of Pro Patria and Res Publica – IRL)

 Finnország
- Nemzeti Koalíció (National Coalition Party – KOK)

 Franciaország
- Unió egy Népi Mozgalomért (Union for a Popular Movement – UMP)
- Republikánus Párt – A Republikánusok (Les Republicans)

 Görögország
- Új Demokrácia (ND)

 Hollandia
- Kereszténydemokrata Tömörülés (Christian Democratic Appeal – CDA)

 Írország
- Fine Gael

 Lengyelország
- Polgári Platform (Civic Platform – PO)
- Lengyel Néppárt (Polish People's Party – PSL)

 Lettország
- Unity

 Litvánia
- Litván Kereszténydemokraták (Homeland Union – Lithuanian Christian Democrats, TS-LKD)

 Luxemburg
- Keresztény Szociális Párt (Christian Social People's Party – CSV/PSC)

 Málta
- Nemzeti Párt (Málta) (Nationalist Party – PN)

 Németország
- Kereszténydemokrata Unió (Christlich Demokratische Union Deutschlands – CDU)
- Bajor Keresztényszociális Unió (Christlich-Sociale Union in Bayern – CSU)

 Olaszország
- A Központ Uniója (Unione di Centro – UdC)

 Portugália
- Szociáldemokrata Párt (Social Democratic Party – PSD)
- Demokratikus és Szociális Néppárt (Democratic and Social Centre – People's Party, CDS-PP)

 Románia
- Kereszténydemokrata Nemzeti Parasztpárt (Christian-Democratic National Peasants' Party – PNŢ-CD)
- Demokrata Liberális Párt (Románia) (Democratic Liberal Party – PD-L)
- Romániai Magyar Demokrata Szövetség (Democratic Union of Hungarians in Romania – UDMR)

 Spanyolország
- Néppárt (Spanyolország) (People's Party – PP)
- Katalónia Demokratikus Uniója (Democratic Union of Catalonia)

 Svédország
- Mérsékelt Párt (Moderate Party – M vagy MSP)
- Kereszténydemokraták (Svédország) (Christian Democrats – KD)

 Szlovákia
- Szlovák Demokratikus és Keresztény Unió – Demokrata Párt (Slovak Democratic and Christian Union, SDKÚ-DS)
- Kereszténydemokrata Mozgalom (Christian Democratic Movement – KDH)
- Most–Híd
- Magyar Közösség Pártja (MKP)

 Szlovénia
- Szlovén Demokrata Párt (Slovenian Democratic Party – SDS)
- Új Szlovén Kereszténydemokrata Párt (New Slovenia Christian People's Party – NSi)
- Szlovén Néppárt (Slovenian People's Party – SLS)

### Társult tagok
Észak-Macedónia
- Macedónia Belső forradalmi Szervezete – Macedónia Nemzeti Egységének Demokrata Pártja – (Internal Macedonian Revolutionary Organization – Democratic Party for Macedonian National Unity)

 Norvégia
- Konzervatív Párt (Norvégia) (Conservative Party – H)

 Svájc
- Kereszténydemokrata Néppárt (Christian Democratic People's Party – CVP)

 Szerbia
- United Regions of Serbia (URS)

### Megfigyelő tagok
Albánia
- Albán Demokrata Párt (Democratic Party of Albania)

 Bosznia-Hercegovina
- Demokratikus Akció Pártja (Party of Democratic Action – SDA)
- Bosznia Hercegovina Horvát Demokratikus Uniója (Croatian Democratic Union of Bosnia and Herzegovina – HDZBiH)
- Demokratikus Fejlődés Pártja (Party of Democratic Progress – PDP)

 Fehéroroszország
- Fehérorosz Néppárt (Belarusian Popular Front – BNF)
- Fehérorosz Egyesült Polgári Párt(United Civil Party of Belarus – AHP)

 Finnország
- Kereszténydemokraták (Christian Democrats – KD)

 Grúzia
- Egyesült Nemzeti Mozgalom (United National Movement – UNM)

 Koszovó
- Democratic League of Kosovo (LDK)

 Moldova
- Moldva Liberális Demokrata Pártja (Liberal Democratic Party of Moldova – PLDM)

 Norvégia
- Kereszténydemokrata Néppárt (Christian People's Party – KrF)

 Olaszország
- Dél Tiroli Néppárt (Südtirol Volkspartei – SVP)

 Örményország
- Republican Party of Armenia (HHK)
- Rule of Law (OEK)
- Heritage Party

 San Marino
- San Marinó-i Kereszténydemokrata Néppárt (Partito Democrazia Cristiana San Marino – PDCS)

 Szerbia
- Vajdasági Magyar Szövetség – VMSZ

 Ukrajna
- Mi Ukrajnánk (NU) Népi Unió
- Ukrajna Népi Mozgalma (NRU)
- Ukrán Néppárt (UNP)

### Csatlakozási szándékukat jelzett pártok
Magyarország
- Mindenki Magyarországa Néppárt[2]

### Korábbi tagok
Magyarország
- Fidesz – (2000–2021)[3]
- KDNP – (1994–2024)[4]
- MDF – (2004–2009)